# Christina Gunnardo
Eiwor Elisabet Christina Gunnardo, född 12 juni 1953 i Kullings-Skövde socken, död 17 januari 2005 i Vårgårda, var en svensk sångerska, sångförfattare och kompositör inom kristen musik. Hon var från 1980 gift med riksevangelisten Torsten Åhman.
Tillsammans med konstnären Kid Kumlin gjorde hon flera låtar som förekommer på skivorna Genom eld & vatten, Tillbakablick och Tillit.

## Diskografi
- Jag känner vägen/Vet du om (Singel) (1969)
- Christina (1971)
- En vän (1973)
- Så är det med Guds kärlek (1975)
- Tänd ljus (1977)
- Mötesplats (1979)
- Min dröm är sann (1981)
- En inre källa (1984)
- För små och stora öron (1986)
- Ge inte upp (1989)
- Genom eld & vatten (1997)
- Julgospel (Promo singel CD) (2001)
- När solen bryter fram (2001)
- Tillbakablick (2003)
- Tillit (2004)
- Tysta skyar (Minnesalbum) (2014)